# Trichaphodius kazirangensis
Trichaphodius kazirangensis är en skalbaggsart som beskrevs av Zdzisława Stebnicka 1981. Trichaphodius kazirangensis ingår i släktet Trichaphodius och familjen Aphodiidae. Inga underarter finns listade i Catalogue of Life.